# Soldateska
Termín soldateska pochází z italštiny (soldatesca) a označuje skupinu „nekontrolovatelných vojáků“ nebo „surových válečníků“.
Ačkoli bylo známo a používáno už od středověku, stalo se negativním módním slovem díky Hansi Jakobu Christoffelovi von Grimmelshausen a popisu třicetileté války od Friedricha Schillera a dalších. Tehdejší žoldnéřské armády neměly disciplínu, kterou dnes vojska znají nebo alespoň vyžadují. Zejména kvůli nedostatečnému zásobování vojáci často rabovali a drancovali města. Využívali také mučení, jako třeba „švédské pití“, například k získání ukrytých zásob od zemědělců. Marodéři, kteří většinou nebyli schopni bojovat kvůli zranění nebo nemoci, často našli jediné své živobytí v rabování. Ti byli také vedlejším produktem soldatesky. Takové vlastnosti a jevy se objevují a vyskytují se i v pozdějších stoletích, termín „soldateska“ byl však určen především pro odlišení novějších armád od armád žoldnéřských.
„Soldateska“ se přesto dodnes používá pro nedisciplinované vojenské jednotky, které jsou ve válce. Ovšem na rozdíl od soldatesek z dřívějších století se dnes kromě válečného práva používá i právo mezinárodní. Často se pak toto právo nedodržuje, což se projevuje ve svévolných činech.